# Joe Cada
Joseph Cada, né le 17 novembre 1987 à Shelby Charter Township dans le Michigan aux États-Unis, est un joueur de poker professionnel américain, vainqueur du Main Event des World Series of Poker en 2009.

## Etudes
Joe Cada est originaire de Shelby Charter Township. 
D'après sa mère, Anne, Joe a toujours eu un don pour les cartes et les jeux, même très jeune. "On jouait tout le temps en famille. Je me souviens quand il avait 4 ou 5 ans, il devait toujours être le banquier quand on jouait au Monopoly. Il aimait l'aspect financier", dit-elle.
Après 2 semestres au Macomb Community College, il abandonne pour poursuivre vivre du poker. Sa mère, Anne Cada est dubitative mais respecte le choix de Joe qui lui dit qu'en cas besoin, il pourra y retourner et reprendre les cours. Sa mère travaille en tant que croupière (card dealer) au Motor City Casino.

## Carrière de joueur de poker

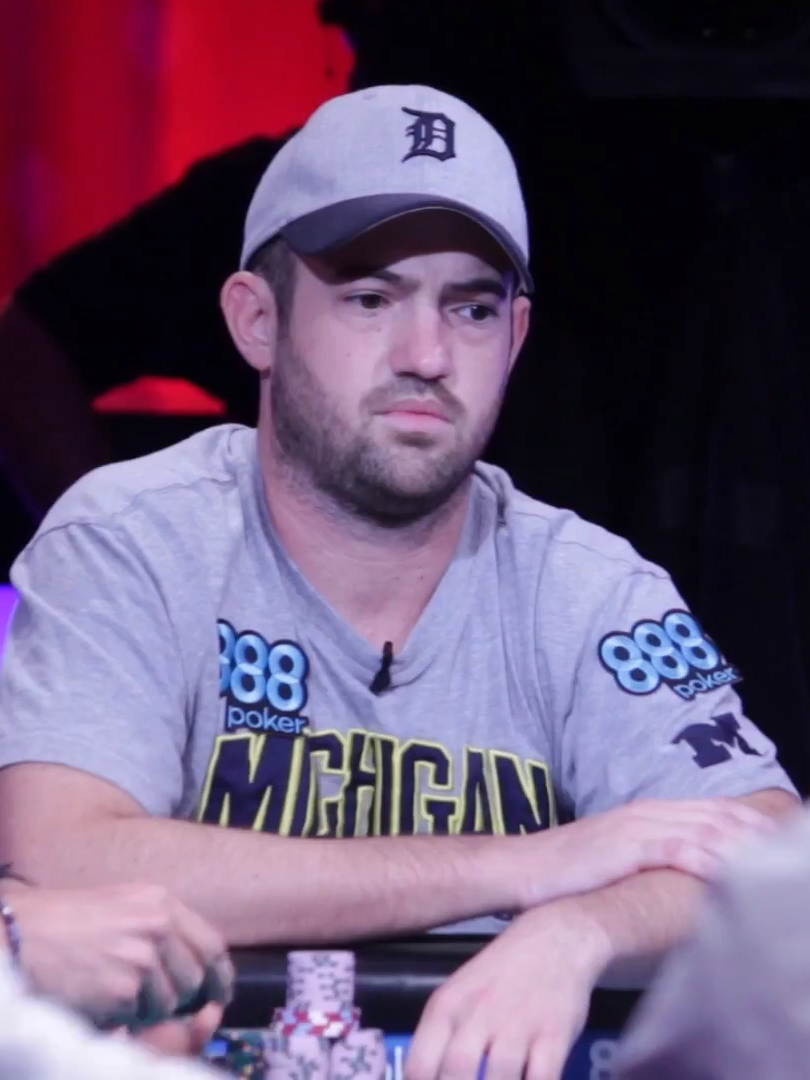
Joe Cada, 2018.

Joe Cada a commencé à jouer au poker en ligne en 2003 à l'âge de 16 ans, avec son frère Jérôme. A deux, ils déposent 25$ sur un site de poker en ligne, parviennent à tripler la mise jusqu'à 100$, hésite à retirer leur gain, et essayent d'atteindre 250$. Mais cette nuit là, d'après les propos de Jérôme, "Joe a tout perdu".

Même s'il n'avait pas l'âge légal pour jouer dans les casinos aux États-Unis avant l'âge légal de 21 ans, la législation au Canada lui permet de jouer dès 19 ans. Il commence à jouer dans le Casino Windsor, en Ontario, au Canada.
En juin 2009, sous le pseudo jcada99 sur PokerStars, il remporte le $1,050 High Roller des WCOOP devant 713 joueurs et 128 000 $, son plus gros en tournoi en ligne avec ce pseudo. 
En juillet 2009, commence le Main Event des WSOP. Il est financé en partie pour ce tournoi par deux spécialistes du financement de tournoi (stacking), Eric Haber et Cliff Josephy, qui ramasseront, en cas de gain, la moitié de ses gains. Au bout de 12 jours de jeu, il se qualifie pour la table finale, qui se déroule en novembre. 
En guise de préparation, il invite tous les dimanches une dizaine de joueurs chez lui pour faire les gros tournois en ligne.
En novembre, bien que parti 5e en nombre de jetons, il atteint les 3 dernières places. Short stack, il part all-in avec 2♠ 2♣, et il est payé par Antoine Saout avec Q♠ Q♥, mais la chance est avec lui car il touche un 2♦ au flop. Il parvient à remporter le tournoi et le pactole de 8,5 millions de dollars qui va avec. A 21 ans et 11 mois, il devient le plus jeune joueur ayant jamais remporté le Main Event des WSOP, battant l'ancien record de Peter Eastgate vainqueur en 2008 à l'age de 24 ans.
En 2014, il remporte l'event 32 $10,000 No-Limit Hold'em 6-Handed des WSOP.
En 2018, lors des WSOP, il réalise l'exploit de remporter 2 bracelets, lors de l'event #3 $3,000 No Limit Hold'em - Shootout et de l'event #75 $1,500 No Limit Hold'em - The Closer. Aussi, il atteint de nouveau la table finale du Main Event, et une 6e place qui lui rapporte tout de même 2 150 000 $.